# S.O.N.O.G.R.A.M.
S.O.N.O.G.R.A.M. è un album pubblicato 2005 dal rapper underground One Be Lo, in passato conosciuto come OneManArmy dei Binary Star. Per la fine del 2005 l'album ha venduto più di 13,000.
L'acronimo S.O.N.O.G.R.A.M. significa "Sounds Of Nahshid Originate Good Rhymes And Music".

## Tracce
| #  | Titolo              | Produttori      | Artisti                                   |
| -- | ------------------- | --------------- | ----------------------------------------- |
| 1  | "Intro(1)"          | One Be Lo       | One Be Lo                                 |
| 2  | "The UNDERground"   | Magestik Legend | One Be Lo                                 |
| 3  | "enecS ehT nO kcaB" | Decompoze       | One Be Lo                                 |
| 4  | "Questions"         | One Be Lo       | One Be Lo, Abdus Salaam, Charmaine Gibson |
| 5  | "Oggie"             | Decompoze       | One Be Lo                                 |
| 6  | "Propaganda"        | One Be Lo       | One Be Lo                                 |
| 7  | "The Ghetto"        | One Be Lo       | One Be Lo, Zo-Zer                         |
| 8  | "Axis"              | Chic Masters    | One Be Lo                                 |
| 9  | "Sleepwalking"      | Magestik Legend | One Be Lo, Ka Di                          |
| 10 | "True Love"         | Decompoze       | One Be Lo, Decompoze                      |
| 11 | "Interlude"         | One Be Lo       | *Interlude*                               |
| 12 | "Used 2 Be Fly"     | Chic Masters    | One Be Lo                                 |
| 13 | "Deceptacons"       | Decompoze       | One Be Lo                                 |
| 14 | "Can't Get Enough"  | Decompoze       | One Be Lo, Magestik Legend                |
| 15 | "Assassinations"    | One Be Lo       | *Interlude*                               |
| 16 | "Evil Of Self"      | Decompoze       | One Be Lo, Abdus Salaam                   |
| 17 | "The Future"        | Decompoze       | One Be Lo                                 |
| 18 | "E.T."              | Decompoze       | One Be Lo                                 |
| 19 | "The Capital IST"   | One Be Lo       | *Interlude*                               |
| 20 | "Rocketship"        | Decompoze       | One Be Lo                                 |
| 21 | "Unparalleled"      | Magestik Legend | One Be Lo                                 |
| 22 | "Follow My Lead"    | One Be Lo       | One Be Lo                                 |